# Qrion
Qrion（クリョーン）は、北海道札幌市出身の音楽プロデューサー、トラックメイカー、リミキサー、DJ。現在はサンフランシスコを拠点に活動。2020年にはForbes Japanの30 UNDER 30 JAPAN 2020に選出された。

## 概要
高校への通学中にiPhoneで作成した音楽をSoundCloudでリリースしていたところ、2014年、音楽レーベル運営者の目に留まり音楽活動をスタート。その後Twitterでの交流から、カナダ出身のDJ、音楽プロデューサーであるライアン・ヘムズワースとの共作曲『Every Square Inch (with Qrion)』をSoundCloudに発表したことをきっかけに海外の注目を集めた。
2016年にアメリカ・サンフランシスコに移住。2018年には世界最大級のEDMイベントであるTommorowlandに出演し、「NETSKY AND FRIENDS」にてパフォーマンスを行った。

## 略歴
- 2014年
  - 札幌を拠点とするインディーズレーベルSenSeから『sink EP』をリリース[1]。
  - ライアン・ヘムズワースとの共作曲『Every Square Inch (with Qrion)』を発表[3]。また『Ryan Hemsworth Japan Tour 2014』に出演[4]。

- 2015年
  - 初のパッケージ作品であるCD「Q」を発売[3]。

- 2016年
  - サンフランシスコに移住[5]。
  - Giraffageの北米ツアー7公演に出演[6]。

- 2018年
  - 国内ツアー公演を開催[7]。
  - Tomorrowland 2018に出演（「NETSKY AND FRIENDS」ステージ）[1]。
  - TAICOCLUB 2018出演。
  - アメリカ、日本でGAF Tourを開催[8]。

- 2020年
  - Forbes Japanの選ぶ「30 UNDER 30 JAPAN 2020」に選出された[2]。

## エピソード
- Qrionという名前は、ロシア語でもみじ（自身の本名）を表す単語が由来である。元の単語は頭文字がKであるが、これをQに変えてアーティスト名とした[5]。